# 島津久峰
島津 久峰（しまづ ひさたか）は、江戸時代中期の薩摩藩士。知覧島津家18代当主。名は久峯とも表記する。

## 生涯
享保17年（1732年）、藩主・島津継豊の三男として生まれ、家老・島津久豪の養子となる。延享2年（1745年）、養父の死去により家督を相続する。寛延2年（1749年）、藩主の兄重年の家督相続御礼言上の登城に同行して、江戸城で将軍・徳川家重に拝謁する。宝暦3年（1753年）、若年寄となる。同年、谷山地頭職。
宝暦9年（1762年）、若年寄を免じられ、引き続き月番国老として家老と共に国政に参画することを命じられ、席次を当時の筆頭家老で大身分の宮之城家島津久亮の上席とされる。宝暦10年（1763年）、末吉地頭職。宝暦13年（1766年）、出水地頭職。同年、病を理由に職を辞することを願い出て許された。
明和9年（1772年）6月19日没、享年41。